# Álvaro Izquierdo
Álvaro Roberto Izquierdo Sierra (Montevideo, Uruguay, 8 de junio de 1967) es un volante ofensivo retirado en el año 2000 que se distinguió por su prodigiosa pegada con la pierna izquierda, lo que motivó el apodo que lo hiciera famoso en gran parte del continente americano: el Zurdo; su pasión por el fútbol lo llevó a seguir ligado al deporte una vez que colgara los tacos, ahora como analista y comentarista de la cadena estadounidense Fox Deportes USA.
Aficionado de Peñarol desde que su hermano mayor lo llevó a ver al Mirasol por primera vez con siete años, Álvaro Izquierdo fue campeón de la Copa Libertadores de América con el Carbonero uruguayo y en Centroamérica se convirtió en goleador con Motagua y Olimpia y campeón con Victoria, los tres clubes de Honduras; seleccionado juvenil de Uruguay, también jugó en Paraguay, Chile y México, entre otros países.
Lejos de las canchas, lo fichó Fox Deportes USA en el 2014 para comentar partidos de eliminatorias europeas de selecciones, Champions League, FA Cup, Copa Libertadores, Copa Sudamericana, Mundial de Clubes, Bundesliga, MLS y NFL.

## Biografía
Álvaro Izquierdo  nació el 8 de junio de 1967 en el barrio Buceo de Montevideo. Mientras su madre, Selva Sierra, reforzaba sus clases de español, su padre, el empleado municipal Roberto Rubén Izquierdo, lo llevaba al club La Rinconada, cuna de muchas estrellas del balompié charrúa, donde empezaron a pulir la pierna zurda del pequeño Álvaro, que luego emigró a Paraguay junto a su familia.
Pero al Zurdo nadie le quitaba la idea de jugar en el equipo del que era hincha: Peñarol. La única condición que pusieron sus padres para ir a probarse en el Carbonero fue aprender un oficio: en un año y medio se hizo carpintero y ebanista, para dar el salto definitivo a Montevideo.
A los 17 años inscribía su nombre en las filas del Carbón y Oro y en apenas nueve meses ya hacía su debut con la Sub-20 de Uruguay, para subir tres meses después al primer plantel de Peñarol, equipo en el que se consagraría campeón de la Copa Libertadores en 1987, de la mano de Óscar Washington Tabárez.
El balón ha sido su pasaporte para viajar por el mundo, primero como jugador y ahora como analista deportivo, el nuevo rol de su vida que le vio debutar comentando el Mundial de Japón y Corea 2002 para Teleceiba, pasando por DirecTV Sports hasta llegar a Fox Deportes USA.
Padre de cinco hijos (Araceli, Álvaro, Isabella, Gabriella y Giovanna), alguna vez asistente técnico de Motagua (2000-2001 y 2001-2002) y entrenador de CDS Vida (2003-2004), hace 10 años se casó con Betania de Izquierdo.

## Carrera

### Peñarol
Los entrenadores de las divisiones menores de Peñarol Juan Duarte y José Estanislao Malinowsky nunca dejaron de creer en aquel menudo volante de perfil zurdo que llegaba a la sede del Manya en 1985, hasta que vieron el fruto de su trabajo posando con la camiseta número 21 del equipo que dirigía el Maestro Óscar Washington Tabárez y que se consagraría campeón de América en 1987.
Fue el primer gran logro de  Álvaro Roberto Izquierdo , que cumplía el sueño de chico. Entre 1985 y 1990 tuvo tres etapas en el Mirasol, teniendo el privilegio de ser dirigido por figuras como Roque Gastón Máspoli (guardameta uruguayo en el Maracanazo de 1950), Óscar Washington Tabárez (el técnico con el récord mundial de más juegos dirigidos en una selección nacional), César Luis Menotti (entrenador campeón mundial en Argentina 1978) y Ángel Cappa, y de ser compañero de Gustavo Matosas, Carlos el Pato Aguilera y Paolo Montero, entre otros.
Además, en Peñarol tuvo el honor de compartir vestuario con el ídolo que siempre admiró desde pequeño: Fernando Morena, el eterno cazagoles carbonero.
Ganó un Campeonato Uruguayo (1986) y una Copa Libertadores (1987).

### Motagua
En 1992, el Motagua del entrenador Ángel Ramón Rodríguez le abre las puertas de Honduras. En la primera temporada, la 92-93, se convierte en el máximo artillero del Torneo de Copa con seis goles y en la Liga Nacional rompe 18 redes: 14 en las tres vueltas y cuatro más en la liguilla. Jorge Arriola, del Real Maya, le arrebata el título de goleo al anotarle cinco dianas al descendido Súper Estrella.
La campaña 93-94 marcaría el debut de Ramón Maradiaga como DT de Motagua y la consolidación de  Álvaro Izquierdo , quien celebra cuatro veces en el Torneo de Copa (nuevamente es el máximo artillero) y 14 en Liga Nacional. Sus 42 goles vestido de Azul Profundo alcanzaron para dos subcampeonatos, uno de Liga y otro de Copa.

### Victoria
Luego de un breve paso por Zacatepec de México, en Honduras alcanzaría el cénit de su carrera con el modesto Victoria de La Ceiba. Llegó al Jaibo para la campaña 1994-1995 a pedido del técnico uruguayo Julio Gonzáles que, dirigiendo al Jaibo la temporada pasada, había sido eliminado precisamente por un gol de  Álvaro Izquierdo.
Dos dianas del Zurdo dejan fuera a Motagua de la fase hexagonal y, luego de ganar la triangular final, el Victoria obtiene el derecho de disputarle la finalísima a Olimpia. El equipo de Roberto el Chato Padilla, Raúl Martínez Sambulá, José García, Renán el Chimbo Aguilera,  Álvaro Izquierdo , Juan Reyes Grueso, Floyd Guthrie y Enrique Reneau da el batacazo en el Estadio Nacional de Tegucigalpa con un empate 1-1 (el gol de visitante tenía doble valor, luego de un 0-0 en La Ceiba), para que la parte azul y blanco de La Ceiba celebrara el primer título de su historia.
Álvaro Izquierdo  se convierte en el máximo artillero de los Lecheros con 13 dianas, repitiendo dosis en la campaña 95-96. Además, suma cinco conquistas en el Torneo de la Concacaf, contra equipos de Belice y Panamá.

### Olimpia
En 1996,  Álvaro Izquierdo  firmaría el mejor contrato en la historia del Olimpia hasta ese momento, con una cláusula de rescisión que le permitiría salir del equipo si existía una mejor oferta del extranjero. Y así fue. Apenas una vuelta después y liderando la tabla de artilleros con seis dianas, el uruguayo saldría del cuadro que dirigía Flavio Ortega y que luego se convertiría en campeón nacional con Chelato Uclés.
Lo lleva el Júnior de Barranquilla de Julio Avelino Comesaña, en donde nuevamente se encontraría con el preparador físico Óscar Ortega, actualmente en Atlético de Madrid, quien ya lo había tenido en sus inicios con Peñarol.

### Victoria
La pronta salida de Julio Avelino Comesaña precipitó su adiós de Barranquilla, para regresar al Victoria, conjunto que empezaba a perder fuerza económica y futbolística para la temporada 97-98. Hizo ocho goles, pero solo jugó el Torneo Apertura una vez que la administración del club determinara hacer un remezón que se llevó de encuentro a los jugadores que más dinero ganaban.
Decidió retirarse del fútbol y abrir una escuelita de fútbol en La Ceiba junto a su amigo Carlos Prono.

### Vida personal
En 1999, el CDS Vida le pide salir del retiro para ayudar al popular elenco ceibeño a eludir el descenso. Juega cinco partidos y anota un gol, justamente a su socio Carlos Prono, quien defendía la portería de Olimpia. Salvada la categoría del Rojo, decide poner punto final a su carrera futbolística.

## Clubes
| Equipo | País | Temporada |
| --- | --- | --- |
| Atlético Colegiales Peñarol Arturo Fernández Vial Peñarol Herediano Peñarol Aucas Bella Vista Motagua Club Zacatepec Victoria Olimpia Junior Victoria Vida | Paraguay Uruguay Chile Uruguay Costa Rica Uruguay Ecuador Uruguay Honduras México Honduras Colombia Honduras | 1983 1985 1986 1987 1988 1989 1989 1990 1991 1991 1992-1993 1993-1994 1994 1994-1995 1995-1996 1996-1997 1996 1997-1998 1999-2000 |

## Palmarés

### Campeonatos nacionales
| Título              | Club     | País     | Año       |
| ------------------- | -------- | -------- | --------- |
| Campeonato Uruguayo | Peñarol  | Uruguay  | 1986      |
| Liga Nacional       | Victoria | Honduras | 1994-1995 |
| Liga Nacional       | Olimpia  | Honduras | 1996-1997 |

### Campeonatos internacionales
| Título                       | Club    | País    | Año  |
| ---------------------------- | ------- | ------- | ---- |
| Copa Libertadores de América | Peñarol | Uruguay | 1987 |

## Goles en Honduras
| Club | Temporada                                                                       | Anotaciones |
| --- | ------------------------------------------------------------------------------- | --- |
| Club Deportivo Motagua Club Deportivo Victoria Club Deportivo Olimpia Club Deportivo Victoria Club Vida Total | 1992-1993 1993-1994 1994-1995 1995-1996 1996-1997 1997-1998 1999-2000 1992-2000 | 18 en Liga y 6 en Torneo de Copa 14 en Liga y 4 en Torneo de Copa 13 en Liga 13 en Liga y 4 en Torneo de la Concacaf 6 en 10 partidos de Liga 7 en Liga 1 en Liga 72 en Liga, 10 en Torneo de Copa y 6 en Torneo de la Concacaf |